# مایکل کروگر
مایکل کروگر (انگلیسی: Michael Krüger؛ زادهٔ ۲۸ مهٔ ۱۹۵۴) بازیکن فوتبال اهل آلمان است.
از باشگاه‌هایی که در آن بازی کرده‌است می‌توان به باشگاه فوتبال آرمینیا بیله‌فلد و باشگاه فوتبال هانوفر ۹۶ اشاره کرد.